# Troglohyphantes spinipes
Troglohyphantes spinipes is een spinnensoort in de taxonomische indeling van de hangmatspinnen (Linyphiidae).
Het dier behoort tot het geslacht Troglohyphantes. De wetenschappelijke naam van de soort werd voor het eerst geldig gepubliceerd in 1919 door Jean-Louis Fage.
De spin komt voor Slovenië. Hij staat op de Rode Lijst van de IUCN als kwetsbaar.